# Sassenroth
Sassenroth ist ein Stadtteil von Herdorf im Landkreis Altenkirchen in Rheinland-Pfalz.

## Geschichte
Die erste urkundliche Erwähnung stammt aus dem Jahre 1261, in der dem Herren Gerhard von Sassenroth erlaubt wird, eigenes Recht über seine Gefolgsleute zu sprechen. Auch ein steinernes Haus, bei dem es sich um eine burgähnliche Anlage gehandelt haben könnte, wird erwähnt.
Seit 1886 gehörte der Ort zur Bürgermeisterei Betzdorf.
1955 wurde Sassenroth der neugebildeten amtsfreien Gemeinde Herdorf angegliedert.

### Einwohnerzahlen
| Jahr | Einwohner |
| ---- | --------- |
| 1815 | 88        |
| 1840 | 124       |
| 1910 | 297       |
| 1933 | 335       |
| 1939 | 326       |
| 2011 | 449       |

## Politik
Sassenroth ist als Ortsbezirk ausgewiesen und besitzt einen Ortsbeirat und einen Ortsvorsteher.
Der Ortsbeirat besteht aus fünf Ortsbeiratsmitgliedern. Bei der Kommunalwahl am 9. Juni 2024 wurden die Beiratsmitglieder in einer Mehrheitswahl gewählt.
Die Sitzverteilung im gewählten Ortsbeirat:
| Wahl | SPD               | CDU               | Gesamt  |
| ---- | ----------------- | ----------------- | ------- |
| 2024 | per Mehrheitswahl | per Mehrheitswahl | 5 Sitze |
| 2019 | 1                 | 4                 | 5 Sitze |
| 2014 | 1                 | 4                 | 5 Sitze |

Ramona Köhler (CDU) wurde am 3. September 2024 Ortsvorsteherin von Sassenroth. Bei der Direktwahl am 9. Juni 2024 war sie als einzige Bewerberim mit einem Stimmenanteil von 70,2 % für fünf Jahre gewählt worden.
Ihr Vorgänger Sven Peter Dielmann (CDU) war bei der Wahl 2024 nicht erneut angetreten.

## Sehenswürdigkeiten
In Sassenroth befindet sich das Bergbaumuseum des Kreises Altenkirchen.

## Verkehr
In der Gemeinde befindet sich der Haltepunkt Sassenroth an der Bahnstrecke Betzdorf–Haiger, von dem unter der Liniennummer RB 96 nach dem Rheinland-Pfalz-Takt täglich Züge im Stundentakt verkehren.
| Linie | Verlauf | Takt                                                           |
| ----- | --- | -------------------------------------------------------------- |
| RB96  | Hellertal-Bahn: Betzdorf (Sieg) – Grünebacherhütte – Grünebach Ort – Sassenroth – Königstollen – Herdorf – Struthütten – Altenseelbach – Neunkirchen (Kr Siegen) – Wahlbach (Kr Siegen) – Burbach (Kr Siegen) – Würgendorf (Ort) – Würgendorf – Holzhausen (Kr Siegen) – Niederdresselndorf – Allendorf (Dillkr) – Haiger Obertor – Haiger – Sechshelden – Dillenburg Stand: Fahrplanwechsel Dezember 2021 | 60 min (Betzdorf–Neunkirchen) 120 min (Neunkirchen–Dillenburg) |